# Gallinula pacifica
La gallinella delle Samoa (Gallinula pacifica (Hartlaub e Finsch, 1871)) è un uccello appartenente alla famiglia dei Rallidi.

## Distribuzione e habitat
La specie è endemica dell'isola di Savai'i (Samoa).

## Conservazione
La IUCN Red List classifica Gallinula pacifica come specie in pericolo critico di estinzione. L'ultima cattura di un esemplare risale al 1873, ma probabili avvistamenti sono avvenuti in epoca più recente e si ritiene che piccole popolazioni possano sopravvivere in aree non facilmente accessibili.